# Schloss Vaumarcus
Das Schloss Vaumarcus  ist ein Schloss in Vaumarcus am Neuenburgersee in der Gemeinde La Grande Béroche im Kanton Neuenburg, Schweiz. Das Schloss ist als schützenswertes Objekt von regionaler Bedeutung im Bauinventar des Kantons Neuenburg unter KGS-Nr.: 4144 verzeichnet.

## Geschichte

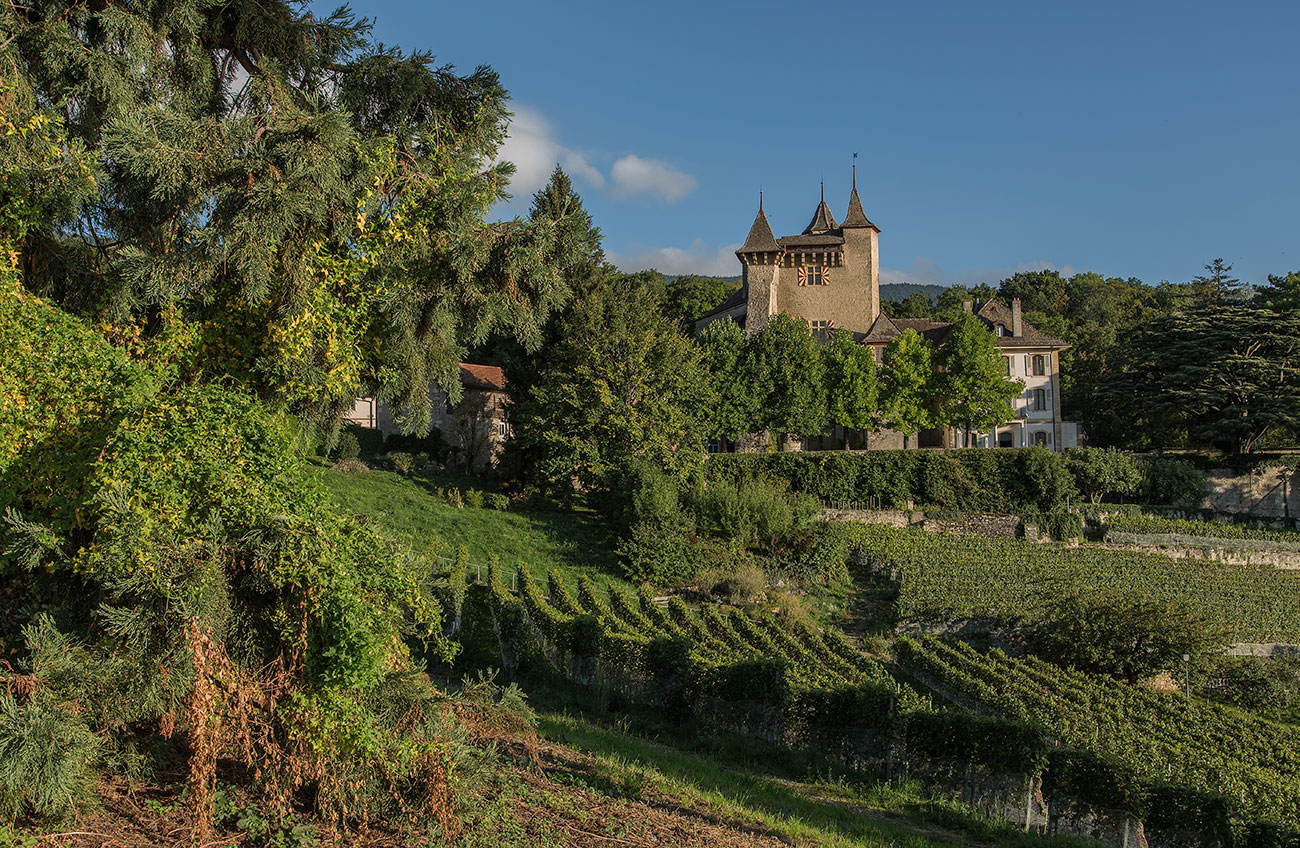
Schloss Vaumarcus

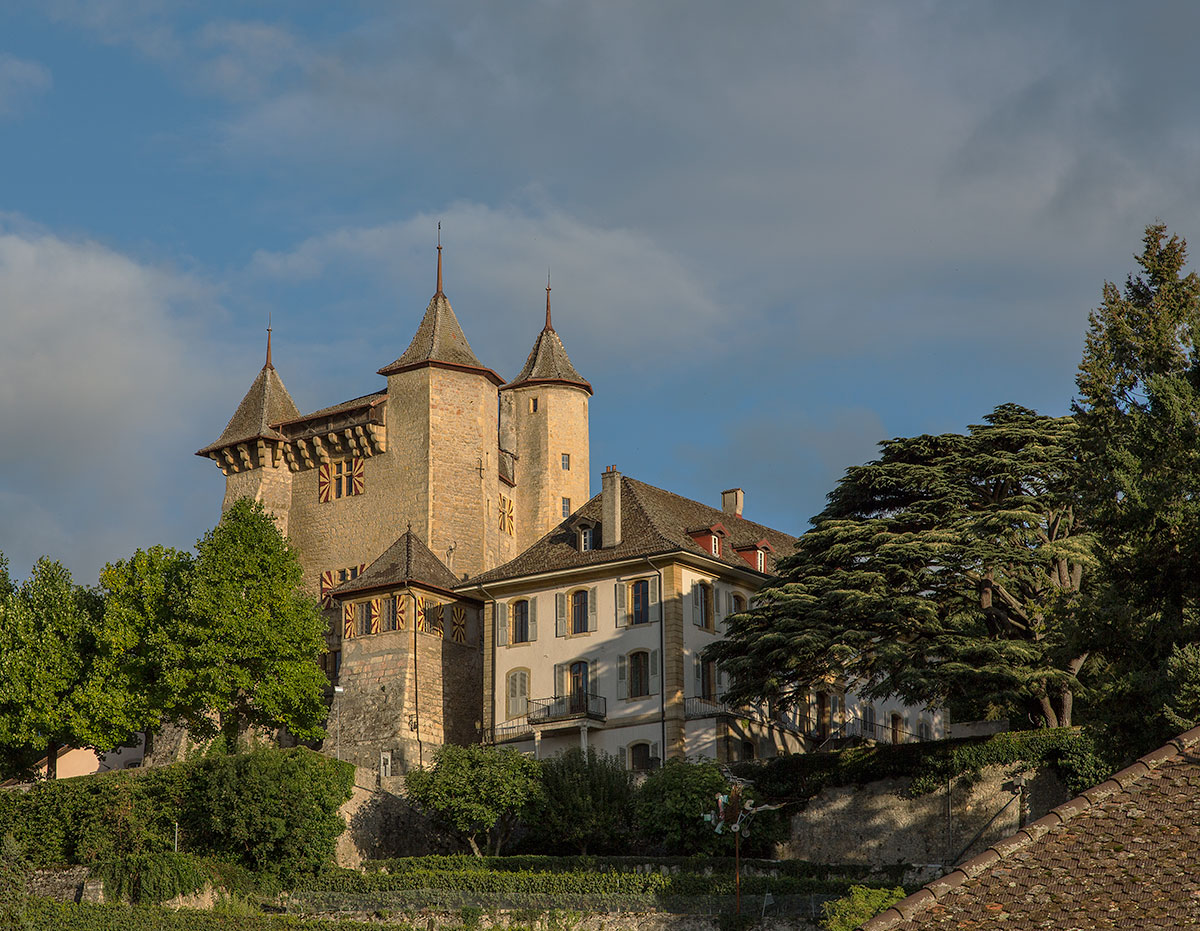
Chateau-de-Vaumarcus

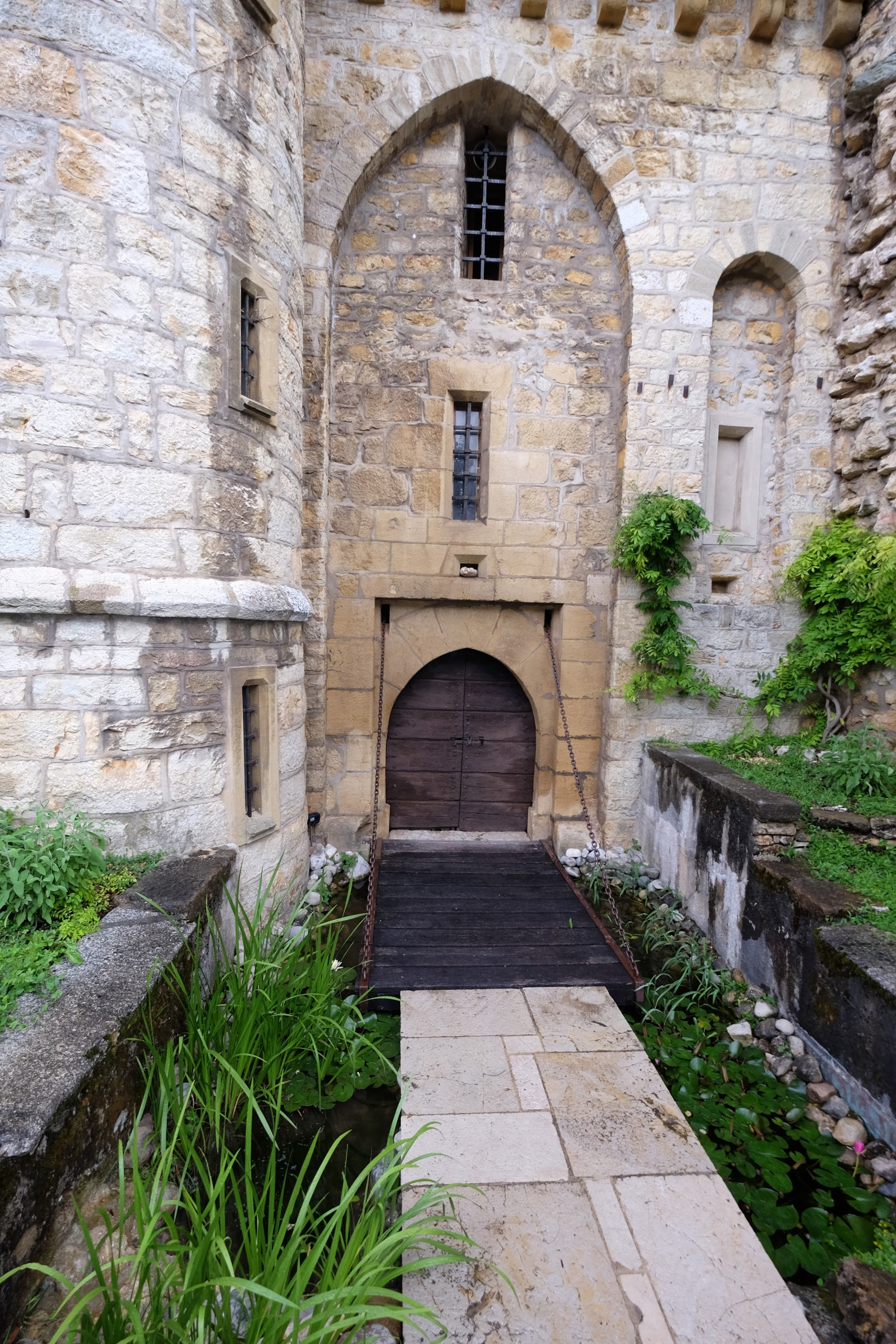
Eingangstor und Zugbrücke

Das Schloss von Vaumarcus wurde bereits 1285 erstmals erwähnt. Die Freiherrschaft von Vaumarcus an der Grenze zwischen dem Kanton Waadt und der Herrschaft Gorgier bestand aus dem Dorf selbst und den Weilern Le Moulin und Vernéaz (von einem Knappen der Herren von Vaumarcus gegründet, existierte bereits 1306 und hieß La Vernée). Die Freiherrschaft bestand bis zum 14. Jahrhundert unabhängig im Besitz eines jüngeren Zweigs von Rudolf II. von Neuenburg. Sie wurde 1308 mit den Besitztümern der Grafen von Neuenburg vereinigt, als Peter III. von Vaumarcus sie an Graf Rudolf IV. von Neuenburg, auch Rolin genannt, um 300 Lausanner Pfund verkaufte, um seine Gläubiger zu bezahlen. Die Herren von Vaumarcus verliessen ihr Schloss und übernahmen zahlreiche Ämter und Lehen um den Bielersee, die ihnen vom Grafen von Neuenburg und vom Bischof von Basel übertragen wurden. Graf Rolin nutzte diese Machtübernahme, um in Vaumarcus einen Statthalter mit Gerichtsvollmacht einzusetzen. Im Jahr 1375 übergab Gräfin Isabella von Neuenburg die Herrschaft an Girard von Neuenburg zu Lehen. Dieser war unehelicher Sohn des Johann von Neuchâtel-Vaumarcus, bekannt als „Jean-le-Bel“, Sohn von Ludwig I. von Neuenburg. Girard erhielt das Vertrauen von Ludwig I. von Neuenburg, der um seinen 1368 verstorbenen Sohn trauerte. Das ursprüngliche Lehen des Johann I. von Neuenburg-Vaumarcus war mit denen von Travers NE, Rosières, Noiraigue und Gorgier umfangreich. Der von den Grafen von Neuenburg hochgeschätzte und anerkannte Girard missbrauchte ihr Vertrauen, indem er den Soldaten Karls des Kühnen die Tore seines Schlosses öffnete. Nach der Schlacht bei Grandson wurde das Schloss von den Eidgenossen in Brand gesteckt. Danach beschlagnahmte Rudolf von Hochberg das Land seines Vasallen und liess es wieder herstellen. Nach dem Tod des Grafen Philippe von Hochberg 1487 ohne männlichen Erben, bat Claudius I. von Neuenburg-Vaumarcus Bern erfolglos, ihn als Nachkommen dieser Familie zum Besitzer der Grafschaft Neuenburg zu machen. Der Antrag war erfolglos, und sein Besitz wurde von Jeanne de Hochberg, Gräfin von Neuenburg, konfisziert. Darauf wandte er sich an Kaiser Maximilian I. des Heiligen Römischen Reiches, einem Feind Ludwigs I. von Orléans-Longueville, der die Beschlagnahmung aufhob. Die letzte Vertreterin des Neuenburger Hauses in Vaumarcus, Anne, heiratete am 3. November 1577 Johann-Ulrich von Bonstetten und brachte damit die Herrschaft in das Haus Bonstetten. Ab 1599 stand Johann-Ulrich von Bonstetten an der Spitze der vier Jahre zuvor zur Freiherrschaft erhoben Herrschaft. Von 1675 an wurde sie von den Nachkommen David von Bürens und seiner Frau, einer geborenen Bonstetten, verwaltet, bis das Lehen 1831 abgelöst wurde. Bis 1832 übte ein eigenes Gericht die Zivil- und Strafgerichtsbarkeit aus, dann wurden die Zivilsachen in der Kastlanei Gorgier und die Kriminalfälle in der Kastlanei Boudry beurteilt.

## Baugeschichte
Das Schloss Vaumarcus steht auf einem Geländesporn über dem Tal des Baches La Vaux in der Nähe des Neuenburgersees. Seine lange und bewegte Geschichte spiegelt sich in seinem bunten Erscheinungsbild wider. Die ersten Gebäude entstanden wahrscheinlich im 12. Jahrhundert und erfuhren zahlreiche Umgestaltungen. Die Höhenburg der Herren von Vaumarcus, die 1285 erstmals in den Texten erwähnt wurde, umfasste im 13. Jahrhundert den heutigen großen Bergfried, der durch ein älteres Gebäude, eine Einfriedung und einem kleinen Dorf vor der Burg ergänzt wurde. Es wurde, als es nach der Schlacht von Grandson 1476 abgebrannt war, wiederaufgebaut.
Um 1773 ersetzte das "Neue Schloss" ältere Gebäude im Nordosten des Geländes durch eine Residenz, einschließlich einer schönen Terrasse und Gärten, die den Anforderungen an Komfort und Geselligkeit des 18. Jahrhunderts entsprachen. 1888 geriet der Industrielle und Absinth-Hersteller Henri-Louis Pernod in den Bann dieser geschichtsträchtigen Stätte, erwarb sie und restaurierte sie. Das Schloss wurde in der Mitte des 20. Jahrhunderts umfassend erneuert. Seit 1978 steht das Schloss unter Denkmalschutz und beherbergt heute ein Konferenzzentrum, ein Café, Gästezimmer und ein kulturelles Zentrum.

### Beschreibung
Schon von weitem bietet das Schloss Vaumarcus mit seinen Maschikulis ein kriegerisches Bild. Der Mangel an Symmetrie dieses hohen Bauwerks lässt sich durch die verschiedenen Bauphasen erklären. Der Eingang des ersten Schlosses lag 7 Meter über dem Boden. Die dahin führende Treppe konnte im Gefahrenfall vermutlich hochgezogen werden. Im Erdgeschoss des Turms befinden sich noch Reste des Kamins der ehemaligen Küche.
Die neuen Besitzer liessen nach 1309 das stark vernachlässigte Schloss mit im Erdgeschoss durchgebrochenen gotischen Tor ausbauen, das mit einer Zugbrücke erschlossen war. An den Gebäudeecken der östlichen Talseite wurden mächtige Strebepfeiler aufgemauert und Turmspitzen aufgesetzt. An die Rückseite errichtete man einen sechseckigen Treppenturm. An den Mauerkronen und über dem Tor wurden Reihen vorspringender Maschikuli genannten Abwurfvorbauten eingemauert. Diese von aussen geschützten Abwurfschächte, wurden in normalen Zeiten auch als Aborte benutzt. Eine weitere Verstärkung des Verteidigungsschutzes war der Bau eines runden Turms neben dem Eingang. Man hatte erkannt, dass runde Türme besseren Schutz gegen den Angriff mit Wurfmaschinen boten, denn an den runden Mauern prallten die Steinkugeln der Bliden ab ohne sie zu durchbrechen.
Der heutige Bau stammt grössten Teils aus dem Wiederaufbau nach 1476. Das neue Schloss von 1773 ist im Barockstil mit einer umlaufenden Terrasse erbaut und mit einem Walmdach überdeckt. Über der Freitreppe der Gartenseite befindet sich eine weitere Terrasse von der die Repräsentationsräume zugänglich sind. Pilaster stützen die Gesimse der Barockfassade in der Mitte des Gebäudes, die von einem Ziergiebel mit dem Wappen derer von Büren bekrönt ist.

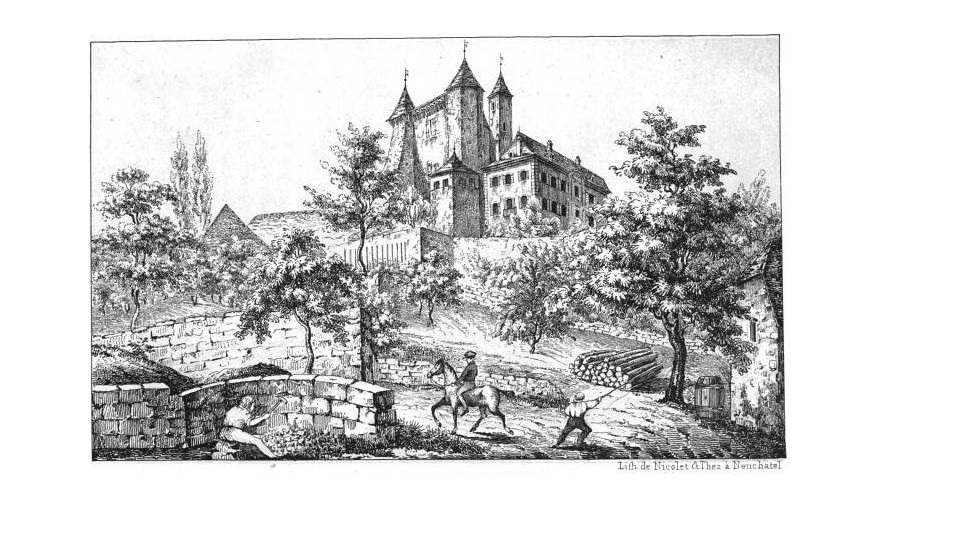
Ansicht von Schloss Vaumarcus 1843, David-Guillaume Huguenin, Hercule Nicolet, Auguste Thez
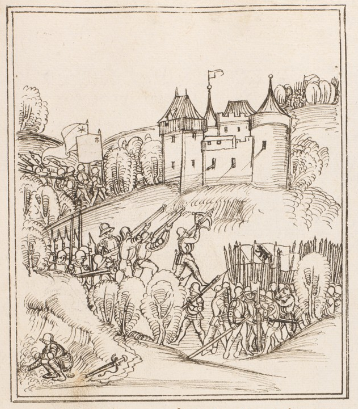
Die Eidgenossen belagern Vaumarcus 1476
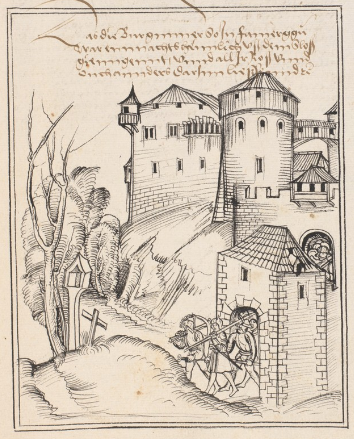
Abzug der Besatzer